# Paramilitaire
Une force paramilitaire est une force armée dont la fonction et l'organisation sont similaires à celles d'une armée nationale mais qui n'est pas considérée comme faisant partie des forces armées d'un État. Par extension, on peut nommer paramilitaires les individus y appartenant.

## Types de paramilitaires
En fonction du contexte, les paramilitaires peuvent comprendre :
- les militaires irréguliers tels que les milices, les guérilléros, les insurgés, etc. ;
- les forces auxiliaires des armées nationales, telles que les commandos spéciaux des services de renseignement conduisant des opérations clandestines ;
- les sociétés militaires privées ;
- les mercenaires ;
- certaines forces de police, telles que les polices auxiliaires ou gendarmeries ;
- certaines forces de sécurité au statut militaire ambigu (par exemple : les Troupes intérieures de Russie).

## Exemples
La liste suivante répertorie des exemples d'organisations pouvant être qualifiées de groupes paramilitaires : 
- les Troupes intérieures de Russie ;
- les Gardes patriotiques de la République socialiste de Roumanie ;
- la Republikanischer Schutzbund (ligue de défense de la République) groupe paramilitaire créé par la social-démocratie autrichienne ;
- les Schutzstaffel (SS), les Sturmabteilung (SA), et les Hitlerjugend (HJ) du Troisième Reich ;
- la Milice volontaire pour la sécurité nationale (MVSN, ou Chemises noires) sous le régime fasciste italien ;
- les Autodéfenses unies de Colombie (Autodefensas Unidas de Colombia ; AUC) ;
- les Hachd al-Chaabi irakiens, formés en 2014, regroupant des milices chiites, sunnites, chrétiennes et Yézidis lors de la Seconde guerre civile irakienne, proche de l'état fédéral irakien et de la République islamique d'Iran ;
- Secteur droit, mouvement de paramilitaires d'extrême droite, en Ukraine, ayant participé à Euromaïdan en 2013 et 2014 et siégeant au gouvernement après l'élection présidentielle ukrainienne de 2014 ;
- les Brigades du Baas, affiliées au Parti Baas syrien dans la Syrie sous Bachar el-Assad ;
- les Aigles de la tornade, affiliées au Parti social nationaliste syrien, principal allié du Parti Baas syrien ;
- la Garde nationaliste arabe, formée par des militants nationalistes arabes pendant la Guerre civile syrienne, proche du Parti Baas syrien ;
- le Groupe Russitch, formation paramilitaire nationaliste russe formée en 2014 pendant la Guerre du Donbass puis réactivé en 2022 lors de l'Invasion de l'Ukraine par la Russie en 2022 ;
- le Groupe Wagner, société privée de mercenaires russes, proche du Kremlin dans la Russie sous Vladimir Poutine ;
- Academi (anciennement BlackWater) une société militaire privée (SMP) américaine ayant recours au mercenariat, dont le siège se trouve à Moyock (Caroline du Nord), qui a notamment travaillé en Irak et en Afghanistan pour le compte du gouvernement des États-Unis.
- Les Pompiers Aérodromes de l'ASECNA qui sont garants de la sécurite incendie des plateformes aéroports gérés par l'ASECNA confié par les Etats.